# Robby Valentine
Robert Kempe (Leusden, 4 december 1968), beter bekend onder zijn artiestennaam Robby Valentine, is een Nederlandse zanger en oprichter van de band Valentine.
Kempe groeide op in Leusden. Hij begon zijn muzikale carrière als toetsenist, maar op zijn latere soloalbums nam hij een groot deel van de instrumenten voor zijn rekening. Hij beheerst naast diverse toetsinstrumenten ook de gitaar, de basgitaar en drums en percussie. Zijn werk is sterk beïnvloed door bands als Queen, Toto, The Beatles en in zijn meer recente werk ook door Placebo, Marilyn Manson, Muse en 30 Seconds to Mars. Hij is de frontman van zijn band Valentine.

## Historie
In 1986 behaalt Kempe met de Rotterdamse symfonische rockgroep Line de vijfde plaats in de finale van de Grote Prijs van Nederland, vlak achter Loïs Lane. Kort hierop verlaat hij de band om met Peter Struijk de melodieuze hardrockband 1st Avenue te beginnen. Struijk was voormalig zanger van Vandenberg en zou later bij Los Angeles, The Voices gaan zingen. Hoewel 1st Avenue in 1987 is opgericht zal het eerste album Tears and Triumph pas in 1992 verschijnen, wanneer Kempe de band al lang heeft verlaten. Zijn compositorische en muzikale bijdragen zijn nog wel grotendeels aanwezig op zowel dit album als op de opvolger Daily Battle uit 1994.
In 1989 wordt hij ingehuurd door Zinatra, voor de opnamen van hun tweede album. Sinds zijn aantreden bij deze band bedient hij zich van de naam Robby Valentine. Hij componeert een derde van de nummers op het in 1990 uitgebrachte album The Great Escape. In datzelfde jaar tekent Kempe een solocontract met Polydor. Met producers Erwin Musper (Van Halen, Scorpions, Bon Jovi), Humberto Gatica (Céline Dion, Michael Jackson, Metallica) en Attie Bauw (Gorefest, The Gathering, Judas Priest) werkt hij aan zijn eerste soloalbum en naast de toetsen speelt hij ook grotendeels zelf de drum-, bas- en gitaarpartijen in. In 1991 wordt Kempe geholpen door de naar Amerika verhuisde Adam Curry. Deze is zo enthousiast over Valentine dat hij de band aan een Amerikaans platencontract helpt. Dit alles leidt tot Valentines titelloze debuutalbum dat op Valentijnsdag 1992 uitkomt. De single Over and Over Again is een grote hit in Nederland. Met het album wint Valentine een Zilveren Harp.
De band waarmee Kempe optreedt bestaat uit Hans Eijkenaar (later ook actief bij Hans Dulfer, Candy Dulfer en Anouk), gitarist Rob Winter (ex-Toontje Lager, later Marco Borsato en Guus Meeuwis), toetsenist John Ewbank en bassist Arthur Polini. Met zijn liveband neemt Kempe in 1993 de opvolger The Magic Infinity op. Eijkenaar vertrekt en wordt opgevolgd door Juan van Emmerloot (Snowy White). In Europa treedt Valentine ter promotie van het album op als voorprogramma van zijn held Brian May tijdens diens Back to the Light tournee. De singles Mega-man en No Turning Back worden bescheiden hits in Nederland.
In 1994 tekent Kempe een contract met Polydor Japan, waar hij beduidend meer succes heeft dan in eigen land. Winter en Ewbank gaan spelen in de live-band van Marco Borsato.
In 1995 neemt Kempe vrijwel in zijn eentje een nieuw album op in de door zijn vader tot studio omgebouwde schuur (The Isolation Cell). Op dit album wordt onder meer meegewerkt door het zigeunerorkest van Tata Mirando. Het nieuwe album wordt in 1996 uitgebracht onder de bandnaam Valentine. Kempe besluit echter zijn volledige band, op drummer Juan van Emmerloot na, wegens 'desinteresse en disrespect in het Valentine gebeuren' te ontslaan. Een Japanse tournee met een nieuwe bezetting (Vinnie Kay, Bert Dijkema, Giovanni Pileri) volgt. Omdat het album niet goed verkoopt in Nederland, volgen hier geen optredens.
In 1997 zegt Polydor Nederland het vertrouwen op in Valentine. In Japan blijven zij echter populair en Kempe is inmiddels ook getrouwd met een Japanse. Zijn nieuwe album, Valentine 4 (ondertitel United) verschijnt alleen in Japan.
In 1998 verschijnt het album No Sugar Added en hernieuwt Valentine de samenwerking met Peter Struijk. De samenwerking is bedoeld om een klassiek album te maken. De eerste Nederlandstalige single die hieruit ontstaat is gemaakt in opdracht van de KNVB om het het Nederlands elftal te steunen bij het WK Voetbal. Ook speelt Kempe een aantal toetspartijen in voor het derde album Into the Electric Castle van het Ayreon project van Arjen Lucassen.
In 1999 tekent Valentine een nieuw contract met Polydor Japan. Als eerste vrucht hiervan komt een jaar later het album Believing Is Seeing uit. Op dit album is onder andere Struijk als gastzanger te horen.
Zijn samenwerking met Valensia leidt tot het V-project waarvan het album in de zomer van 1999 verschijnt. Een korte Japanse tournee, waarbij de twee ook elkaars solomateriaal spelen, volgt. Drie jaar na de eerste samenwerking komt het album V2 uit, ditmaal onder de naam 'Valentine vs. Valensia'. Het derde album in dit drieluik, V - Nymphopsychoschizophonic, is ook al klaar, maar moet tot op heden nog uitgebracht worden.
Na zijn muzikale bijdrage aan het album Fata Morgana van Helloïse en het uitbrengen van het V2-album in 2001 wordt het even stil rond Valentine. Hij wordt door Arjen Lucassen benaderd om als toetsenist toe te treden tot zijn project Star One, maar bedankt voor de eer. In 2004 blijkt dat hij zijn nieuwste album The Most Beautiful Pain klaar heeft staan om te worden uitgebracht. Zijn platenmaatschappij wacht er echter steeds mee deze uit te brengen. In 2005 wordt Valentine wegens problemen op non-actief gesteld. Via collega-muzikant Lanvall van de Oostenrijkse metalband Edenbridge komt Kempe in contact met het Italiaanse Frontiers, dat ook Toto onder zijn hoede heeft. Deze maatschappij brengt dan toch het album The Most Beautiful Pain in 2006 uit in Europa. Universal besluit The Most Beautiful Pain enkele maanden later alsnog in Japan uit te brengen.
Eind juni 2007 verschijnt Valentines achtste studioalbum, Falling Down in Misanthropolis, ditmaal alleen in Japan. Van verkoop in Europa is geen sprake. Met invloeden uit de metal, gothic en industrial wordt het album omschreven als het stevigste en meest duistere van Valentine tot dan toe. Het album bevat 14 tracks, waaronder twee covers: 'Flick Of The Wrist' van Queen en 'S.O.S.' van ABBA.
Negen maanden later wordt op de officiële website bekendgemaakt dat de band Valentine in een nieuwe line-up voor het eerst in twaalf jaar weer op het podium zal staan. De bandleden zijn bekend van o.a. After Forever en Ayreon.
Aanleiding voor de liveconcerten is het dubbelalbum Androgenious, waarop onderverdeeld onder de kopjes FUTURE? en PAST nummers uit de afgelopen 17 jaar verzameld staan. Sommige van deze nummers zijn speciaal voor dit album opnieuw opgenomen, waaronder ook de hit 'Over And Over Again' in een heavy, duistere versie. Dit album wordt in december 2008 door Universal in Japan uitgebracht. De internationale versie wordt in eigen beheer via Valentines officiële website gedistribueerd. Ook wordt het nummer 'Save Myself', met gastvocalen van Marlies Schuitemaker, als single uitgebracht.
De officiële cd-presentatie van Androgenious op 21 mei 2009, met speciale gasten als Rob Winter en Jeff Scott Soto, wordt te baat genomen voor het opnemen van een live-cd en -dvd. Of en wanneer deze zullen verschijnen, is nog niet bekend.
Op 12 augustus 2011 wordt op de website aangekondigd dat een nieuw album, getiteld Bizarro World, afgerond is. Dit album wordt uiteindelijk in 2014 in eigen beheer uitgebracht. De eerste single van dit album is 'You're Tearing Me Down', gevolgd door 'Black Rain'. Het titelnummer wordt de derde single. 
Het album genereert optredens in Nederland, maar ook in Duitsland en het Verenigd Koninkrijk. Het wordt begin 2016 opgepikt door het Japanse King Records en door Universal UK. Het levert Valentine zodoende in korte tijd twee nieuwe platendeals op. 
King Records brengt "Bizarro World" uit in combinatie met "The Queen Album" en voegt er enkele bonustracks aan toe. Universal UK zorgt voor de distributie van "Bizarro World" in het VK en digitale distributie in de rest van de wereld.
In 2018 wordt de Japanse versie van het debuutalbum van Valentine opnieuw uitgebracht aldaar. Daarnaast komt er nieuw werk uit: in april voorafgegaan door de single "Soldiers of Light" ziet het nieuwe album "The Alliance" in juni het levenslicht. Vanwege een eis omtrent de copyright op de zin 'Let's get ready to rumble', moet Valentine het album in allerijl aanpassen, zodat die zin niet meer te horen is. Zodoende moet de eerste persing van cd's vernietigd worden. Als tweede en derde single van het album komen "Judgement Day" en "Master Of Our Minds" (2019) uit. Platenmaatschappij King Records brengt het album, voorzien van een bonustrack, uit in Japan en Zuid-Korea. 
Een chronische ooginfectie aan Kempes ogen wordt wegens de afgeschaalde medische zorg tijdens de coronaperiode niet als urgent beoordeeld. Het uitblijven van een tijdige behandeling van deze infectie heeft als consequentie gehad dat Kempe nagenoeg blind is geworden. De vele uiteenlopende emoties die hieruit voortkomen, weet Kempe om te zetten naar nieuwe muziek, hetgeen resulteert in het album "Embrace The Unknown", dat in oktober 2023 in eigen beheer wordt uitgebracht. King Records brengt het als dubbelalbum in maart 2024 uit in Japan en Zuid-Korea. Het titelnummer, dat gaat over Kempes worsteling met zijn blindheid, is de eerste single van het album. De begeleidende videoclip beleeft in februari 2024 de wereldpremière op YouTube. De fysieke single met als tweede track een cover van "The Sound of Silence" wordt in beperkte oplage uitgebracht.

## Andere projecten
Kempe blijkt een drukbezette man te zijn. Zo is hij opnieuw bezig met een klassiek project met Peter Struyk. Ook doet hij samen met toetsenist Joost van den Broek, drummer André Borgman (beide ex-After Forever) en toetseniste Keiko Kumagai (Ars Nova, Ayreon) een project genaamd KX-3 dat de tegenhanger moet zijn van het gitaargeweld van Joe Satriani's G3.
In 2007 wordt bekend dat Kempe ook nog een samenwerking is aangegaan met ex-Idol Marlies Schuitemaker, met wie hij een relatie kreeg. Hij treedt bovendien als gitarist/toetsenist toe tot de band rondom Schuitemaker, genaamd Aniday. Het gelijknamige debuutalbum van deze band, welke uiteindelijk in 2014 werd uitgebracht, is grotendeels gecomponeerd en geproduceerd door Kempe. Enkele van de tracks die op het album staan, waren eerder bedoeld voor Kempes reeds opgeheven project Kyssmet met zangeres Alyss Andico. Als voorproefje verscheen eerder al onder Schuitemakers eigen naam het mini-album Delectrified, waarop de zangeres, slechts door Kempe begeleid op piano en akoestische gitaar, enkele songs ten gehore brengt.
Het debuutalbum van Aniday wordt in 2023 heruitgebracht onder Schuitemakers artiestennaam Maria Catharina, met als nieuwe titel "Born To Die".
In mei 2011 wordt Kempe benaderd door Hannie Roggeveen, voorzitter van de Nederlandse afdeling van de officiële Queen Fanclub om op de jaarlijkse fanclubdag een gastoptreden te verzorgen. Kempe accepteert het aanbod en duikt die zomer zijn privé studio in om zijn favoriete nummers volledig te ontleden en zelf in te spelen. Op de fanclubdag op 5 november 2011 verzorgt hij een solo-optreden. In navolging van dit optreden, speelt Kempe eveneens op de Queen Convention in het Verenigd Koninkrijk. Deze optredens smaken duidelijk naar meer, gezien het uitbrengen van twee Queen Tribute albums (later in enigszins aangepaste vorm uitgebracht als dubbel-cd) en een optreden met volledige band, met collega-muzikant Kristoffer Gildenlöw (ex-Pain of Salvation) op basgitaar, tijdens de International Queen Convention in 2014.
Sindsdien heeft Kempe nog enkele Queen EP's uitgebracht en treedt hij met Valentine's Tribute to Queen met grote regelmaat op in binnen- en buitenland.
In 2018 speelt Kempe een piano- en synthesizerpartij in voor Breaking the chains, een rockproject opgestart door Gildenlöw om geld in te zamelen voor een goed doel.

## Discografie

### Albums
- 1992 - Robby Valentine - hitnotering 7-3-1992, Albumlijst, 10 weken, plaats 18
- 1993 - The Magic Infinity
- 1994 - Live & Demos
- 1994 - Robby Valentine (alleen in Japan uitgebrachte heruitgave van het eerste album, met bonustracks)
- 1994 - The Magic Infinity (alleen in Japan uitgebrachte heruitgave van het tweede album, met bonustracks)
- 1994 - No Turning Back (compilatie-album)
- 1995 - Valentine (de Japanse versie bevat een bonustrack)
- 1997 - Valentine 4 – United
- 1997 - Christmas In Heaven (minialbum, dat o.a. twee klassieke stukken bevat)
- 1998 - No Sugar Added
- 1999 - V (met Valensia)
- 2000 - Believing is Seeing
- 2002 - V2 (met Valensia)
- 2006 - The Most Beautiful Pain (de Japanse versie bevat 3 bonustracks)
- 2007 - Falling Down In Misanthropolis (de Japanse versie bevat 2 bonustracks)
- 2007 - Peter Strykes sings Robby valentine (Samen met Peter Struijk)
- 2008 - Androgenious (dubbel cd - Japanse versie)
- 2009 - Androgenious (dubbel cd met 2 bonustracks - Europese versie)
- 2011 - A Tribute to Queen
- 2012 - A Tribute to Queen 2
- 2014 - The Queen Album
- 2014 - Bizarro World
- 2016 - RV (dubbelalbum, combinatie Bizarro World en The Queen Album, met bonustracks, voor de Japanse markt)
- 2018 - The Alliance (in 2020 ook op vinyl uitgebracht. Japanse editie met bonustrack)
- 2020 - Separate Worlds
- 2021 - The Beatles Album
- 2022 - The Black Dog Album
- 2023 - Embrace The Unknown (Japanse editie: drie bonustracks en extra cd met pianoversies van de alle tracks)

### Singles
- 1991 - Over and Over Again - hitnotering 9-11-1991, Top 40, 10 weken, plaats 6
- 1992 - Love Takes Me Higher - hitnotering 22-2-1992, Top 40, 5 weken, plaats 23
- 1992 - I Believe in You - hitnotering 11-4-1992, Tipparade, 4 weken, plaats 8
- 1993 - Don't Make Me Wait Forever, Tipparade
- 1993 - Megaman - hitnotering 20-11-1993, Top 40, plaats 16 (uitgebracht in 2 uitvoeringen met verschillende B-kanten, te weten Overture I en Overture II)
- 1994 - Angel Of My Heart
- 1993 - No Turning Back - hitnotering 21-5-1994, Top 40
- 1994 - Only Your Love (alleen in Japan uitgebracht)
- 1995 - Hand In Hand (alleen in Japan uitgebracht)
- 1995 - Where Do We Go From Here
- 1996 - God (alleen in Japan uitgebracht)
- 1996 - Take My Hand
- 1997 - I Believe In Music
- 2009 - Save Myself (bevat twee niet eerder uitgebrachte nummers)
- 2014 - You're Tearing Me Down (digitaal te downloaden)
- 2014 - Imagine
- 2015 - Black Rain
- 2016 - Bizarro World (EP)
- 2018 - Soldiers of Light
- 2018 - Judgement Day
- 2019 - Masters Of Our Minds (+ nieuwe track "Radio Police")
- 2021 - The Queen EP 2
- 2023 - The Queen EP 3
- 2024 - Embrace The Unknown (B-side: "Sound of Silence")